# Eucephalacris elongata
Eucephalacris elongata är en insektsart som beskrevs av Marius Descamps 1977. Eucephalacris elongata ingår i släktet Eucephalacris och familjen gräshoppor. Inga underarter finns listade i Catalogue of Life.